# Бино Бонво
Бино Бонво (фр. Buno-Bonnevaux) насеље је и општина у Француској у региону Париски регион, у департману Есон која припада префектури Еври.
По подацима из 2011. године у општини је живело 479 становника, а густина насељености је износила 29,96 становника/km². Општина се простире на површини од 15,99 km². Налази се на средњој надморској висини од 126 метара (максималној 141 m, а минималној 63 m).

## Демографија
| 1962. | 1968. | 1975. | 1982. | 1990. | 1999. | 2011. |
| ----- | ----- | ----- | ----- | ----- | ----- | ----- |
| 279   | 287   | 296   | 263   | 430   | 518   | 479   |

График промене броја становника у току последњих година